# Bohuslaus Lobkowicz von Hassenstein

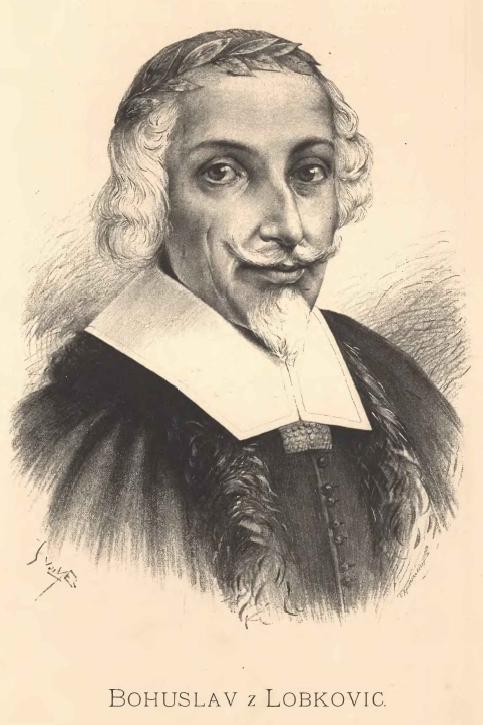
Bohuslaus Lobkowicz von Hassenstein, Phantasieporträt

Bohuslaus Lobkowicz von Hassenstein (auch: Bohuslaw Hassensteinsky Freiherr von Lobkowicz und Bohuslav Hassenstein von Lobkowitz, Boguslaw Lobkowitz zu(m) Hassenstein, tschechisch Bohuslav Hasištejnský z Lobkovic, lateinisch Bohuslaus Hassensteinius; * 1461 auf Burg Hassenstein, Saazer Kreis; † 11. November 1510 in Preßnitz, Saazer Kreis) war ein böhmischer Humanist und Dichter aus dem Adelsgeschlecht der Lobkowitz. U. a. war er Propst des Königlichen Kollegiatstifts auf dem Vyšehrad bei Prag, Domherr und erwählter Bischof von Olmütz, Burggraf auf der Burg Karlštejn, Begründer der nach ihm benannten „Hassenstein’schen Bibliothek“ sowie Präsident der Gelehrten-Gesellschaft der Stadt Wittenberg.

## Herkunft
Bohuslaus, dessen Eltern kurz nach seiner Geburt verstarben, war der jüngste von drei Söhnen des Nikolaus II. Hassensteinsky von Lobkowicz, Freiherr von Lobkowicz und Hassenstein († am 22. Juli 1462), und dessen Ehefrau, der Erbtochter Sophie (Offka) Plichta von Žerotín, Tochter des Jaroslaw von Žerotín auf Tauzetin. Nikolaus II. war Herr auf Hassenstein, Obříství (Obržistwj) im Bunzlauer Kreis und Kaaden. Dessen Vater Nikolaus I. von Lobkowicz war (1418 bzw. 1421) erblich mit der Burg Hassenstein belehnt worden, nachdem er dem böhmischen König entscheidend bei der Eroberung der Burg geholfen hatte. Wegen seiner Verdienste als Oberstlandschreiber im Königreich Böhmen wurde er von Kaiser Sigismund persönlich zum Ritter des Heiligen Wenzel geschlagen. Die Eltern von Nikolaus I. waren die ersten namentlich erwähnten Mitglieder der Familie Lobkowitz, nämlich der (vor 1397 verstorbene) Ritter Maresch von Aujest (Mareš z Újezda) und dessen Ehefrau Anna geb. von Nechwalicz († 1435).
Bohuslaw hatte noch zwei ältere Brüder: Johann Freiherr von Lobkowicz und Hassenstein (* 1450; † 8. September 1517 in Kaaden), Herr auf Obržistwj, königlich-böhmischer Kämmerer, Schriftsteller und Humanist, verehelicht mit Magdalena von Törring aus dem standesherrlichen Hause Törring-Gutenzell, und Nikolaus III. Freiherr von Lobkowicz und Hassenstein, verstorben um 1501, Herr auf Eidlitz (Eydlitz), verehelicht mit Magdalena von Minicz, die sich als Witwe wiederverehelichte mit Heinrich dem Älteren von Gera.

## Leben und Wirken
Bereits mit vierzehn Jahren, im Jahr 1475, studierte Bohuslaw Hassensteinsky von Lobkowitz an der Universität Bologna, später auch in Ferrara, Alte Sprachen und Rechtswissenschaften. Im Glaubensbekenntnis der Utraquisten der Hussiten erzogen, wandte er sich während seines Italienaufenthalts dem römisch-katholischen Glauben zu. Nach der Rückkehr nach Böhmen versuchte er die hussitischen Utraquisten in die römisch-katholische Kirche zurückzuführen, außerdem verfasste er Satiren über die sittliche Verwilderung des böhmischen Adels und Volkes vor, während und nach den Hussitenkriegen.
In Bologna lernte er Peter Schott kennen. Mit dem späteren römisch-katholischen Domherren in Straßburg blieb er in engem Kontakt. Nach seiner Promotion zum Doktor der Rechtswissenschaften 1481 und seiner Rückkehr aus Bologna auf die Burg Hassenstein verwaltete er zusammen mit seinen Brüdern den Großgrundbesitz der Familie, der durch Abgaben und Frondienste von Bauern und Handwerkern, die in Erbuntertänigkeit standen, Gewinne erwirtschaftete. Während dieser Zeit war er königlicher Sekretär im böhmischen Verwaltungsdienst und wirkte an der Erstellung eines Verzeichnisses der böhmischen Landesprivilegien mit, das auf der Burg Karlštejn aufbewahrten Urkunden erarbeitet wurde. Dabei entstand eine Freundschaft mit Viktorin Kornel ze Všehrd, einem Rechtsgelehrten, die bis zu einem Zerwürfnis im Jahre 1494 andauerte. Als König Vladislav II., ein Jagiellone, nach seiner Krönung zum König von Ungarn 1490 seinen Herrschersitz nach Buda verlegte, quittierte Boshuslaus einstweilen den Dienst bei ihm.
Da er sich für die Geschichte des römischen und griechischen Altertums interessierte, brach er im Mai 1490 von Venedig aus zu einer 15-monatigen Reise in den Mittelmeerraum und den Orient auf. Stationen dieser Reise waren u. a. Kreta, Zypern, Rhodos, Konstantinopel, Troja, Smyrna, Ephesus, Palästina, Ägypten, die Katarakte des Nils, der Ätna sowie Karthago.
Von Nordafrika reiste er 1491 – vermutlich vorzeitig – nach Venedig, wo ihn die Nachricht vom Tod Peter Schotts und von seiner Wahl zum Erzbischof des Bistums Olmütz erreichte (Br. II, S. 24). Er kehrte daraufhin nach Böhmen zurück. Obwohl ihn das Olmützer Domkapitel einstimmig gewählt hatte, der König und die Stände die Berufung unterstützten und er in Briefen an einflussreiche Hofleute und sogar an die Römische Kurie die Angelegenheit zu fördern suchte, wurde er von Papst Alexander VI. nicht für dieses Amt bestätigt. Den Erzbischofsstuhl bestieg stattdessen nach 15-jähriger Sedisvakanz 1497 Stanislaus Thurzo. Auch spätere Ambitionen Bohuslaus’ auf ein Bistum scheiterten: Im Bistum Breslau wurde 1502 an seiner Stelle Johannes Thurzó Koadjutor cum spe successionis und 1506 Bischof. Für das Erzbistum Prag (1497 vakant) kam er wegen seiner Forderung nach Rückgabe entfremdeter Kirchengüter auf Kosten des Adels von vornherein nicht in Frage.
Bohuslaus blieb nicht in Böhmen, sondern ging als Kabinettssekretär an den Hof des Königs Vladislav II. (Böhmen und Ungarn) in Buda, erfuhr aber dort Neid und Missgunst, was ihn dazu bewog, wieder auf den Hassenstein zurückzukehren. Auf der Burg legte er eine bedeutende und wertvolle Sammlung von Büchern und Handschriften an, die „Hassenstein’sche Bibliothek“, die er unter Einsatz hoher Geldbeträge zusammentrug.
In der Folge lebte er zunehmend zurückgezogen auf seiner Burg Hassenstein. 1499 reiste er nochmals an den ungarisch-böhmischen Hof nach Ofen (Buda) und nach Wien. 1500 war er Mitglied einer königlichen Kommission auf der Burg Karlstein, die die böhmischen Privilegien registrierte. 1501 besuchten ihn aus Wien Konrad Celtis und Andreas Stiborius.
Auf Burg Hassenstein gründete er eine Schule für seine Neffen und für Söhne aus bürgerlichem Hause. Einer dieser Schüler war Matthäus Goldhahn aus Komotau, der später als Matthäus Aurogallus Rektor der Universität Wittenberg wurde und Martin Luther bei der Übersetzung des Alten Testamentes aus der hebräischen Sprache unterstützte.
Bohuslaw Lobkowitz blieb unverehelicht. Eine Jugendfreundin Charlotte, die er in Ferrara kennengelernt hatte, soll er nie vergessen haben, aber die meisten Frauen betrachtete er dem Vernehmen nach als verzärtelt und ungelehrt. Nach einer längeren Krankheit verstarb er 1510 in Preßnitz und wurde in der dortigen Familienruhestätte beigesetzt. Seine Schriften wurden erstmals 1563 bis 1570 durch Thomas Mitis veröffentlicht.
Ein großer Teil seiner berühmten Bibliothek fiel im Jahre 1525 einem Stadtbrand in Komotau zum Opfer. Kleinere Teile wurden bis 1945 im Schloss Raudnitz aufbewahrt, bildeten den Grundstock der dortigen Bibliothek und wurden nach dem Februarumsturz 1948 von der kommunistischen Regierung der Tschechoslowakei enteignet und zum Volkseigentum erklärt. Diese Schlossbibliothek wurde nach der Samtenen Revolution 1989 vom Nachfolgestaat Tschechien an die Familie Lobkowitz restituiert; sie befindet sich nun auf Schloss Nelahozeves.

## Werke
Besonders die Dichtkunst wurde von Bohuslaw Lobkowicz (bzw. Bohuslav Hassenstein) gepflegt; an dieser Stelle seien beispielhaft sein Gedicht Über die rein deutschen Erfindungen der Geschütze und der Buchdruckerkunst und eine Mahnung, den Erdfindern Dankbarkeit zu erweisen (um 1485), seine um 1500 verfasste Ode, mit der er die Wirkung der Karlsbader Heilquellen pries und auch sein bis in jüngste Zeit in Philologenkreisen diskutiertes Gedicht vom Großen Topf zu Penig genannt. Einige seiner Gedichte veröffentlichte Jan Šimon Václav Thám in seinem Werk „Básně v řeči vázané“ (Gedichte in gebundener Sprache). Bohuslaus schrieb nie in tschechischer Sprache, die er als „barbarisch“ bezeichnete, sondern in Latein.

## Selbstverständnis
In seinen eigenen Augen und denen seiner Zeitgenossen war Bohuslaus ein Deutscher. Im zweiten Brief des vierten Buches an seinen Freund Adelmann schrieb Bohuslaus: „Ego me Germanum esse et profiteor et glorior“ (Ich bekenne offen, ein Deutscher zu sein und bin stolz darauf). Ebenso berichtete der gelehrte Abt Johannes Trithemius über ihn, dass er „natione Germanus“, von der Nationalität her ein Deutscher gewesen sei.

## Textausgaben
- Jan Martínek, Jana Martínková (Hrsg.): Bohuslai Hassensteinii a Lobkowicz epistulae. Leipzig 1969–1980.
  - Band 1: Epistulae de re publica scriptae. 1969.
  - Band 2: Epistulae ad familiares. 1980.
- Marta Vaculínová (Hrsg.): Bohuslaus Hassensteinius a Lobkowicz: Opera poetica. Saur, München / Leipzig 2006, ISBN 3-598-71283-9 (kritische Edition).